# Amasia (Armawir)
Amasia – wieś w Armenii, w prowincji Armawir. W 2011 roku liczyła 850 mieszkańców.